# Georg Wilhelm af Sillén
Georg Wilhelm af Sillén, född 21 oktober 1724, död 17 augusti 1794, var en svensk diplomat. Han var far till arkitekten Gustaf af Sillén.
af Sillén, vars far Karl Sillén (1689–1783) år 1737 fick adliga privilegier för släkten af Sillén, fick tillsammans med sina två bröder adlig sköld 1770 och introducerades 1773. Han var legationssekreterare i Konstantinopel 1750–1761 och förvärvade där ingående kännedom om turkiska förhållanden. Han fick kansliråds namn, heder och värdighet.